# Campionat d'Europa de natació de 1934
El Campionat d'Europa de natació de 1934 va ser la quarta edició del Campionat d'Europa de natació. La competició es va disputar entre el 12 i el 19 d'agost de 1934 a Magdeburg, Alemanya.

## Medaller
País amfitrió 
| Posició | País           | Or | Plata | Bronze | Total |
| 1       | Alemanya       | 6  | 9     | 4      | 19    |
| 2       | Països Baixos  | 4  | 2     | 1      | 7     |
| 3       | Hongria        | 3  | 0     | 0      | 3     |
| 3       | França         | 2  | 0     | 0      | 2     |
| 5       | Regne Unit     | 1  | 1     | 2      | 4     |
| 6       | Itàlia         | 0  | 2     | 2      | 4     |
| 7       | Txecoslovàquia | 0  | 1     | 1      | 2     |
| 8       | Suècia         | 0  | 1     | 0      | 1     |
| 9       | Dinamarca      | 0  | 0     | 4      | 4     |
| 10      | Suïssa         | 0  | 0     | 1      | 1     |
| 10      | Bèlgica        | 0  | 0     | 1      | 1     |
| Total   | Total          | 16 | 16    | 16     | 48    |

## Resultats

### Salts
Proves masculines
| Proves               | Or                       | Or     | Plata                          | Plata  | Bronze                         | Bronze |
| Trampolí de 3 metres | Leo Esser · Alemanya     | 138.75 | Winfried Mahraun · Alemanya    | 129.53 | Franz Leikert · Txecoslovàquia | 129.38 |
| Palanca              | Hermann Stork · Alemanya | 98.99  | Franz Leikert · Txecoslovàquia | 92.17  | Ewald Riebschläger · Alemanya  | 90.72  |

Proves femenines
| Proves               | Or                            | Or    | Plata                       | Plata | Bronze                    | Bronze |
| Trampolí de 3 metres | Olga Jensch-Jordan · Alemanya | 74.78 | Katinka Larsen · Regne Unit | 68.1  | Anneliese Kapp · Alemanya | 65.56  |
| Palanca              | Hertha Schieche · Alemanya    | 35.43 | Ingeborg Sjöqvist · Suècia  | 31.54 | Inger Kragh · Dinamarca   | 31.39  |

### Natació
Proves masculines
| Proves                       | Or                                                                 | Or      | Plata                                                                        | Plata   | Bronze                                                                  | Bronze  |
| 100 metres lliures           | Ferenc Csik · Hongria                                              | 59.7    | Helmuth Fischer · Alemanya                                                   | 59.8    | Otto Wille · Alemanya                                                   | 1:01.2  |
| 400 metres lliures           | Jean Taris · França                                                | 4:55.5  | Paolo Costoli · Itàlia                                                       | 5:07.5  | Giacomo Signori · Itàlia                                                | 5:11.0  |
| 1.500 metres lliures         | Jean Taris · França                                                | 20:01.5 | Paolo Costoli · Itàlia                                                       | 21:01.1 | Norman Wainwright · Regne Unit                                          | 21:10.0 |
| 100 metres esquena           | John Besford · Regne Unit                                          | 1:11.7  | Ernst Küppers · Alemanya                                                     | 1:12.2  | Edgar Siegrist · Suïssa                                                 | 1:12.6  |
| 200 metres braça             | Erwin Sietas · Alemanya                                            | 2:49.0  | Paul Schwarz · Alemanya                                                      | 2:49.4  | Hans Malmstrøm · Dinamarca                                              | 2:49.8  |
| relleus 4×200 metres lliures | Hongria · Ödön Grof · Andras Marothy · Ferenc Csik · Árpád Lengyel | 9:30.2  | Alemanya · Heiko Schwartz · Wolfgang Leisewitz · Otto Lenkitsch · Otto Wille | 9:31.2  | Itàlia · Massimo Costa · Giacomo Signori · Guido Giunta · Paolo Costoli | 9:44.1  |

Proves femenines
| Proves                       | Or                                                                                 | Or     | Plata                                                                      | Plata  | Bronze                                                                           | Bronze |
| 100 metres lliures           | Willy den Ouden · Països Baixos                                                    | 1:07.1 | Rie Mastenbroek · Països Baixos                                            | 1:08.1 | Gisela Arendt · Alemanya                                                         | 1:10.3 |
| 400 metres lliures           | Rie Mastenbroek · Països Baixos                                                    | 5:27.4 | Willy den Ouden · Països Baixos                                            | 5:27.4 | Lilli Andersen · Dinamarca                                                       | 5:45.1 |
| 100 metres esquena           | Rie Mastenbroek · Països Baixos                                                    | 1:20.3 | Gisela Arendt · Alemanya                                                   | 1:20.4 | Puck Oversloot · Països Baixos                                                   | 1:22.2 |
| 200 metres braça             | Martha Genenger · Alemanya                                                         | 3:09.2 | Hanni Hölzner · Alemanya                                                   | 3:09.3 | Inger Kragh · Dinamarca                                                          | 3:13.2 |
| relleus 4×100 metres lliures | Països Baixos · Jopie Selbach · Ans Timmermans · Rie Mastenbroek · Willy den Ouden | 4:41.5 | Alemanya · Ruth Halbsguth · Ingrid Ohliger · Hilde Salbert · Gisela Arendt | 4:50.4 | Regne Unit · Olive Bartle · Margery Hinton · Edna Hughes · Beatrice Wolstenholme | 4:58.3 |

Llegenda: WR – Rècord del món

### Waterpolo
| Prova             | Or      | Plata    | Bronze  |
| Waterpolo masculí | Hongria | Alemanya | Bèlgica |